# Emilie Pouget
Emilie Pouget es una deportista francesa que compitió en escalada. Ganó una medalla de plata en el Campeonato Mundial de Escalada de 2003, en la prueba de dificultad.

## Palmarés internacional
| Campeonato Mundial | Campeonato Mundial | Campeonato Mundial | Campeonato Mundial |
| Año                | Lugar              | Medalla            | Prueba             |
| ------------------ | ------------------ | ------------------ | ------------------ |
| 2003               | Chamonix (Francia) | Medalla de plata   | Dificultad         |